# Archiprezbiterat Cantanhede
Archiprezbiterat Cantanhede − jeden z 10 wikariatów diecezji Coimbra, składający się z 20 parafii:
- Parafia w Bolho
- Parafia w Cadima
- Parafia w Cantanhede
- Parafia w Cordinhã
- Parafia w Corticeiro de Cima
- Parafia w Covões
- Parafia w Febres
- Parafia w Mira
- Parafia w Murtede
- Parafia w Ourentã
- Parafia w Outil
- Parafia w Pocariça
- Parafia w Portunhos
- Parafia w Praia de Mira
- Parafia w Sanguinheira
- Parafia w São Caetano
- Parafia w Seixo
- Parafia w Sepins
- Parafia w Tocha
- Parafia w Vila Mar